# Pürweegijn Ösöchbaatar
Pürweegijn Ösöchbaatar (ur. 3 marca 1988) – mongolski zapaśnik walczący w stylu wolnym. Zajął 28 miejsce na mistrzostwach świata w 2011. Brązowy medalista igrzysk azjatyckich w 2010 i ósmy w 2014. Trzeci na mistrzostwach Azji w 2015. Szósty w Pucharze Świata w 2015.
Dziewiąty na Uniwersjadzie w 2013.